# Ørsbjerg (Sydslesvig)
Ørsbjerg (dansk) eller Oersberg (tysk) er en landsby og kommune beliggende vest for Kappel i det østlige Angel i Sydslesvig. Administrativt hører kommunen under Slesvig-Flensborg kreds i den tyske delstat Slesvig-Holsten. Kommunen samarbejder på administrativt plan med andre kommuner i omegnen i Kappel-Land kommunefællesskab (Amt Kappeln Land). I kirkelig henseende hører Ørsbjerg under Tøstrup Sogn. Sognet strakte sig over både Kappel og Slis Herred (Gottorp Amt, Slesvig), da området tilhørte Danmark.

## Geografi
Kommunen er beliggende i et let kuperet morænelandskab i det østlige Angel. Markerne er ofte adskilt gennem levende hegn (på tysk knick). Kommuneområdet omfatter Arrild, Kragelund, Mariemark (Marienfeld), Rytterbjerg (Reuterberg), Snurom (Schnurrum), Skryn (Schrün), Sveltholm (Schweltholm), Tøstrupgaard (også Tøstrup gods eller Tøstorp, Toestorf) og Tøstrup (Toestrup).

## Historie
Ørsbjerg er første gang nævnt 1460. Stednavnet er afledt af mandsnavn Ør eller Øder, som kan henføres til oldnordisk auðr (rigdom) og germansk hari (anfører). Arrild er første gang nævnt 1460. Stednavnet henføres til oldnordisk ari (≈ørn). Nordøst for Arrild (i nabosognet Nørre Brarup) blev der i 1800-tallet fundet en runesten, som fik navnet Arrildstenen. Sveltholm er første gang dokumenteret 1804. Stednavnet er et spotnavn og henføres til dansk svælte, svelte (≈at lide sult) for at beskrive jordens lave udbytte. Tøstrup er allerede nævnt i jordebogen 1231. Forleddet henføres til personnavnet Tyge eller Tøsti, en kortform for personnavnet Torsten, afledt af gudsnavn Tor.
I januar 1971 blev den hidtil selvstændige kommune Tøstrup (Toesdorf) indlemmet i Ørsbjerg. Syd for Tøstrup ligger godset Tøstrupgård.

## Våben
Kommuneseglet fra 2001 viser i øverste felt tre løvblade, i nederste felt en opslået bog med et aks foran tre bakker i farverne grøn og gul. Bladene symboliserer kommunens tre landsbyer Arrild, Ørsbjerg og Tøstrup. Bogen minder om den forhenværende landbrugsskole fra 1839/1845 i Ørsbjerg. Trebjerget er et symbol på det bakkede landskab i Angel.